# Zdzisław Doszla
Zdzisław Doszla (ur. 30 sierpnia 1932 w Czortkowie) – polski działacz partyjny i państwowy, ekonomista, podsekretarz stanu w Ministerstwie Górnictwa i Energetyki (1986–1987).

## Życiorys
Syn Juliana i Czesławy. W 1951 został absolwentem liceum handlowego w Wałbrzychu, a w 1954 Wydziału Finansów Wyższej Szkoły Ekonomicznej we Wrocławiu. Później ukończył zaocznie technikum górnicze im. Wincentego Pstrowskiego w Wałbrzychu (1966), studium podyplomowe organizacji zarządzania przy Wydziale Gospodarki Narodowej WSE we Wrocławiu (1972) oraz Wydział Polityki Społeczno-Gospodarczej PRL Wieczorowego Uniwersytetu Marksizmu-Leninizmu przy Komitecie Wojewódzkim PZPR w Katowicach (1983–1985). W 1957 został członkiem Polskiego Towarzystwa Ekonomicznego.
W 1955 wstąpił do Polskiej Zjednoczonej Partii Robotniczej. Od 1957 do 1964 starszy planista i kierownik działu planowania w KWK Mieszko w Wałbrzychu. Następnie zatrudniony w KWK Wałbrzych jako wicedyrektor ds. administracyjno-handlowych i ds. ekonomicznych (1964–1970). W latach 1970–1975 pozostawał dyrektorem ekonomicznym Dolnośląskiego Zjednoczenia Przemysłu Węglowego w Zabrzu, a potem do 1982 dyrektorem Zabrzańskiego Zjednoczenia Przemysłu Węglowego. Następnie pełnił funkcję dyrektora ekonomicznego Zrzeszenia Kopalni Węgla Kamiennego w Zabrzu (1982–1984) i dyrektora Zabrzańskiego Gwarectwa Węglowego (1984–1986). Od października 1986 do października 1987 pełnił funkcję podsekretarza stanu w Ministerstwie Górnictwa i Energetyki. W tym samym roku został dyrektorem ds. ekonomicznych we Wspólnocie Węgla Kamiennego.
Zajął się także działalnością muzyczną. Od 17 roku życia występował w chórze, dwukrotnie wyróżniony w studenckich konkursach śpiewu solowego. Występował jako kontrabasista w uczelnianych orkiestrach. Nagrał także piosenki z orkiestrą, a w 2011 wydał płytę z własnymi kompozycjami pt. Kolory jesieni.